# خط آی‌ان‌دی خیابان هشتم
خط آی‌ان‌دی خیابان هشتم (انگلیسی: IND Eighth Avenue Line) یکی از خط‌های متروی نیویورک سیتی در بخش منهتن و بروکلین است.
این خط که در سال ۱۹۳۲ تأسیس شده دارای ۳۱ ایستگاه و ۲۳ کیلومتر طول است.

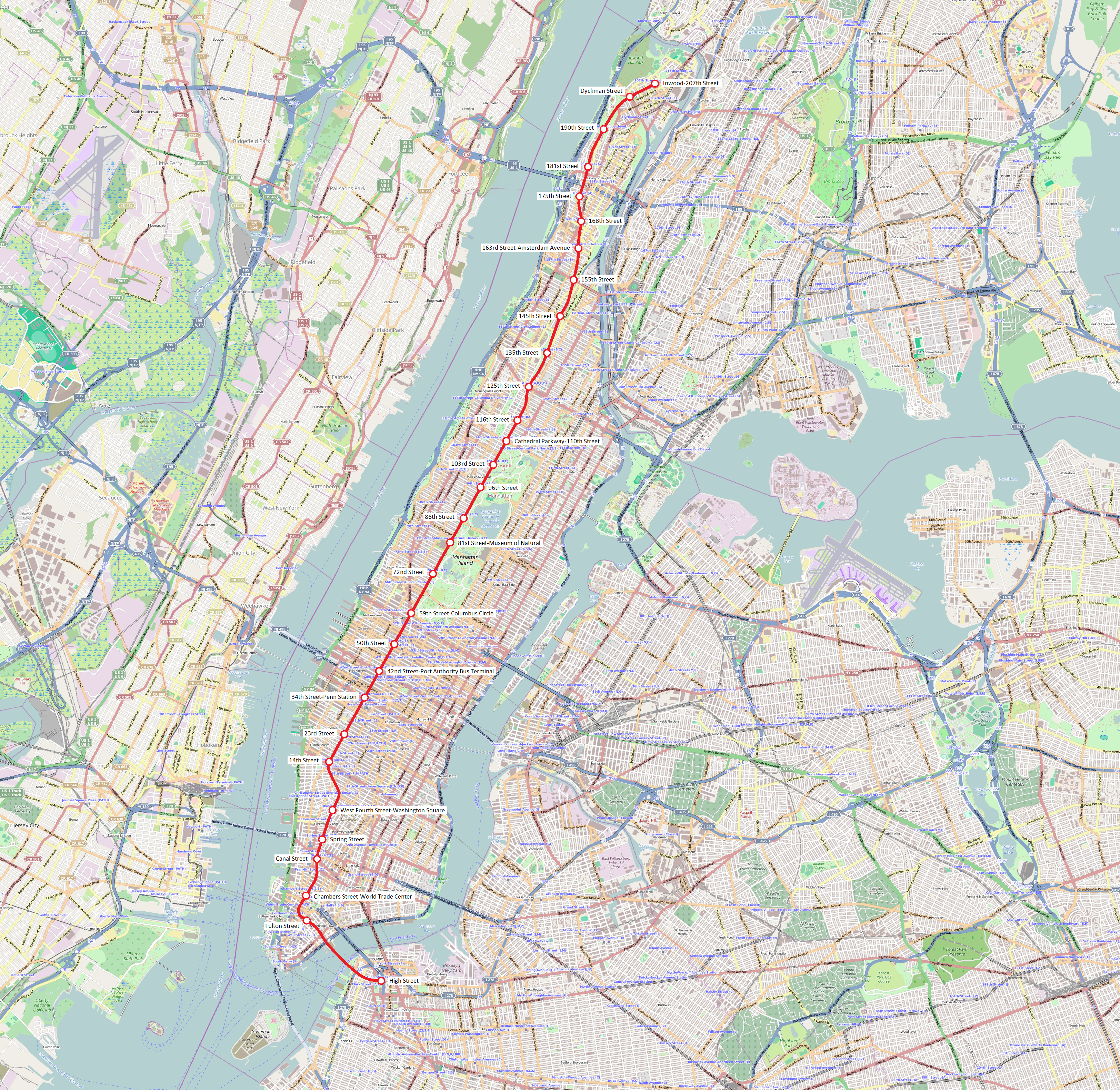
نقشه خط

## نگارخانه

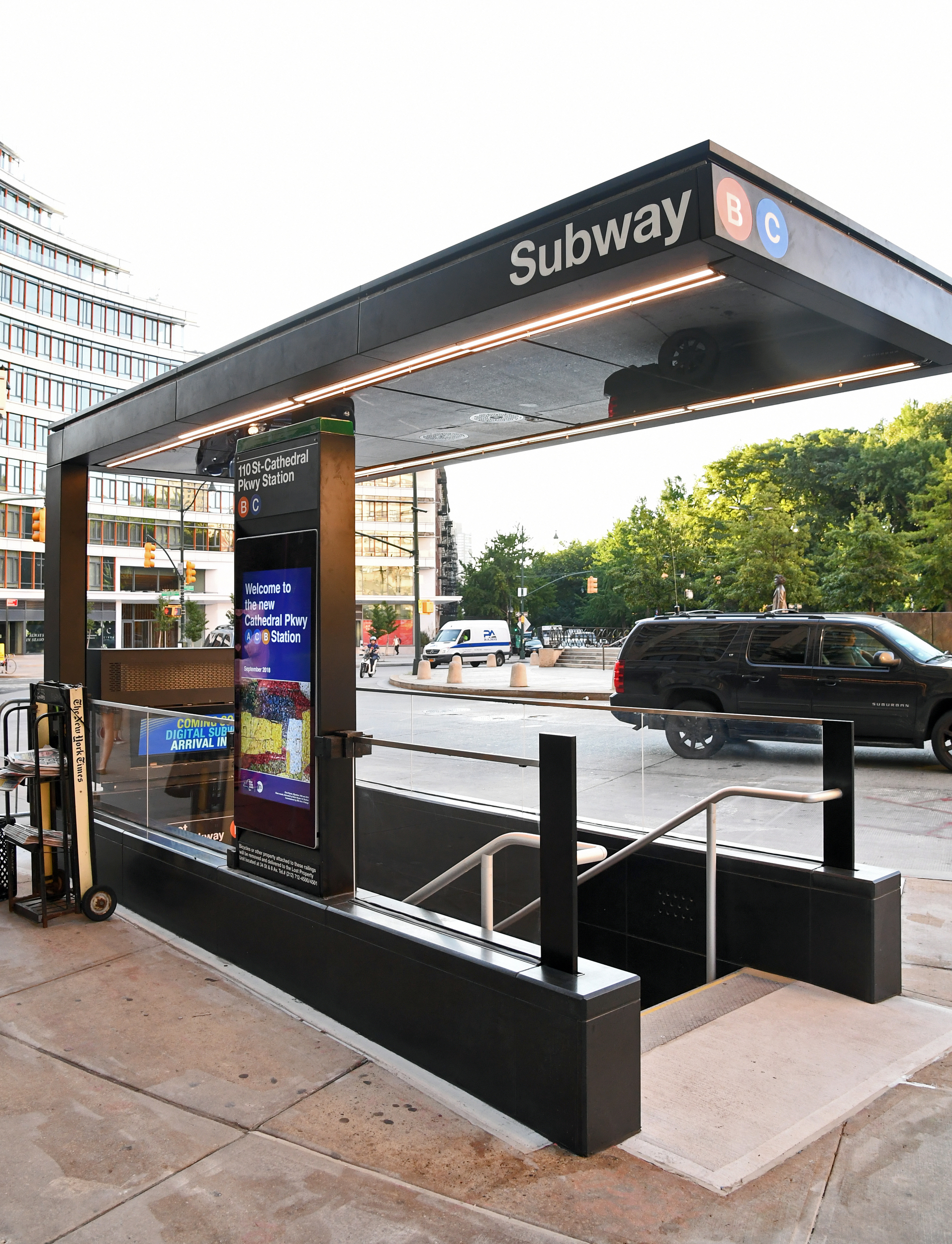
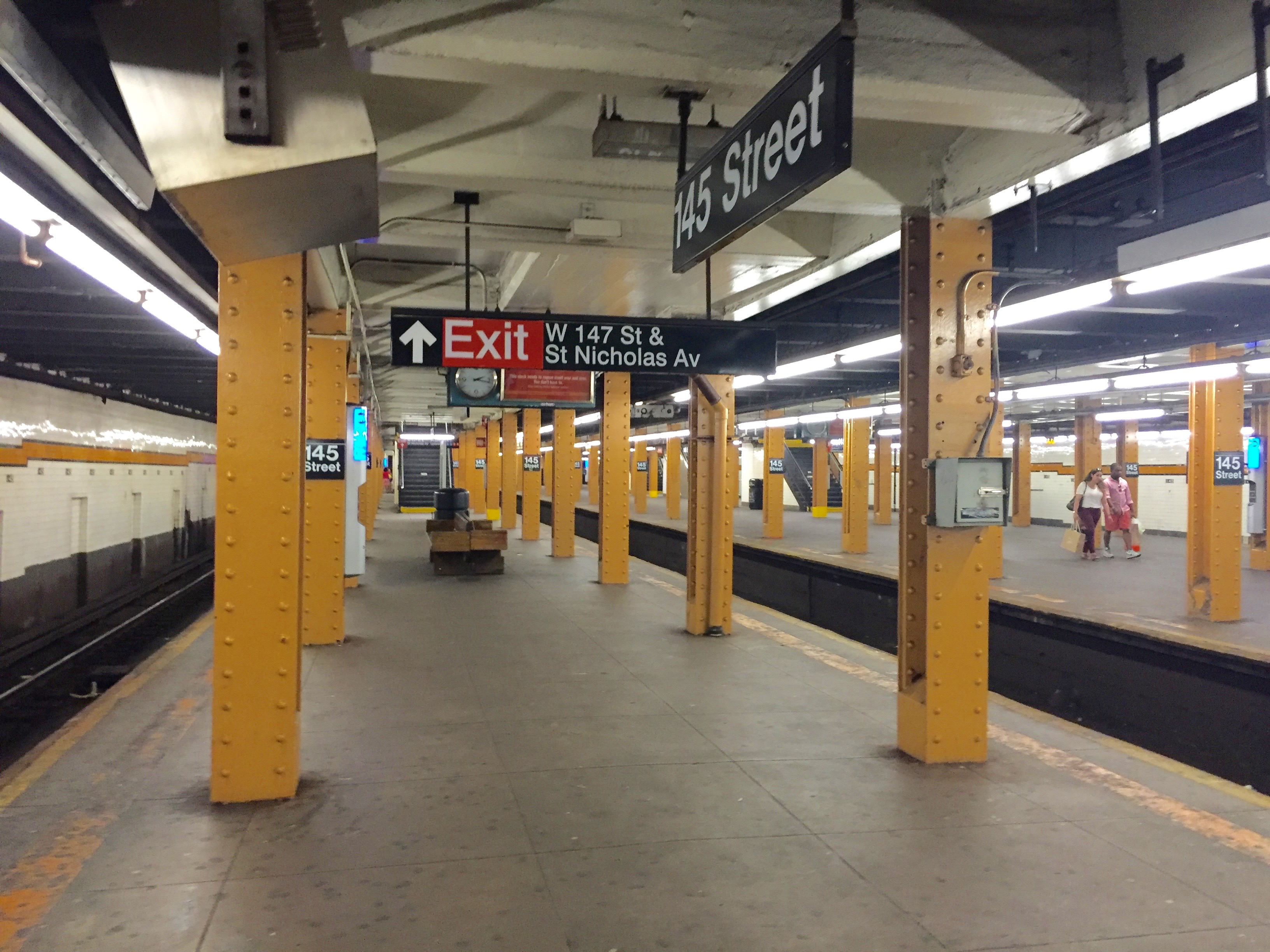
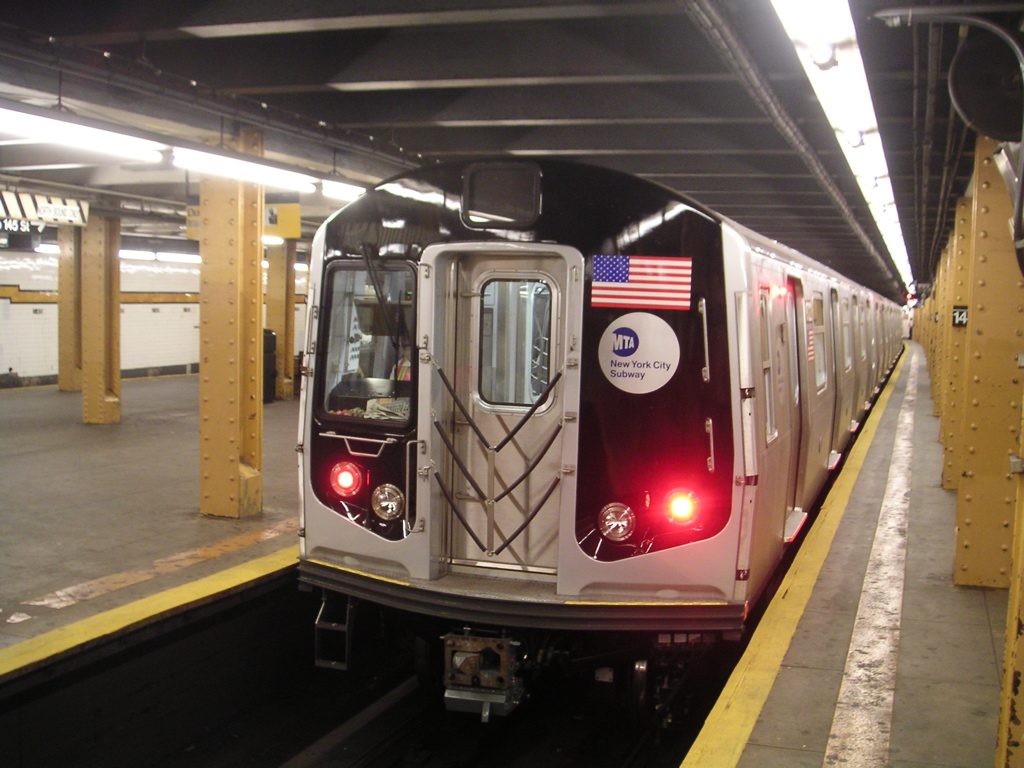
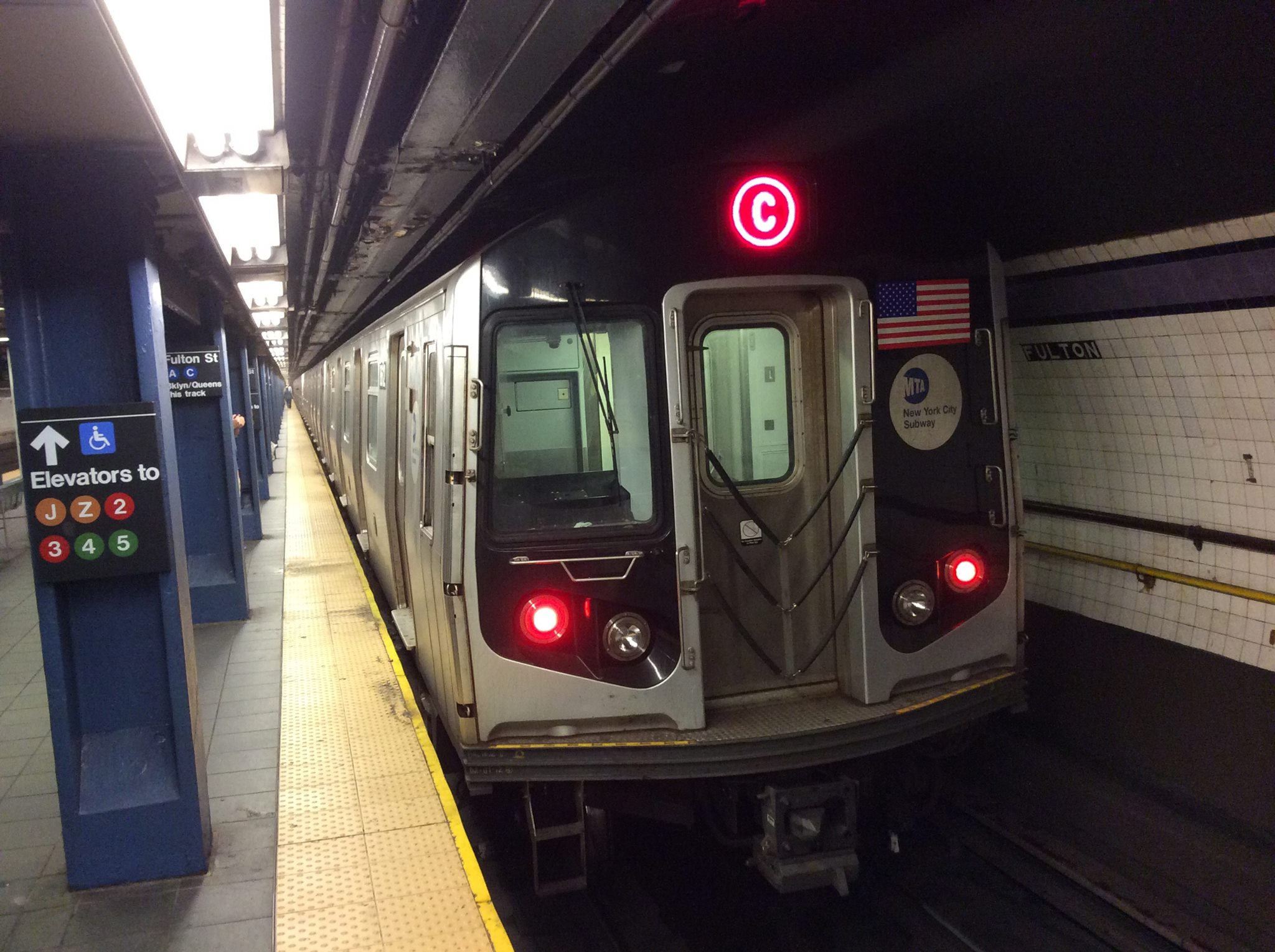